# Џона Хил
Џона Хил Фелдстајн (енгл. Jonah Hill Feldstein; 20. децембар 1983) амерички је глумац, комичар, продуцент, сценариста и режисер. Најпознатији је по улогама у филмовима Кул момци, Заломило се, Преболети Сару Маршал, Само га доведи, Апокалипса у Холивуду, На тајном задатку, Вук са Вол стрита и На тајном задатку: Повратак на колеџ.